# Osiedle Wandy
Osiedle Wandy (do roku 1958 Osiedle A-1 Południe) – osiedle w Krakowie wchodzące w skład Dzielnicy XVIII Nowa Huta, niestanowiące jednostki pomocniczej niższego rzędu w ramach dzielnicy.
Jest to najstarsze nowohuckie osiedle od którego rozpoczęto 23 czerwca 1949 budowę Nowej Huty. Pierwszy budynek nowego miasta to blok mieszkalny numer 14, na którym obecnie znajduje się tablica pamiątkowa. Po drugiej stronie ulicy stoi drugi w kolejności budowy budynek numer 23, będący dawniej hotelem milicyjnym. Budowę bloków można zobaczyć na starych kronikach i w filmie Człowiek z marmuru w reżyserii Andrzeja Wajdy.
Na terenie osiedla znajduje się cmentarz parafialny wsi Mogiła, a na nim kwatera będąca austriackim cmentarzem wojennym numer 390 z okresu I wojny światowej. Obok cmentarza, po jego wschodniej stronie, znajduje się mogilski plac targowy, gdzie jeszcze do lat 80. XX wieku, w poniedziałki i czwartki odbywały się regularnie targi i okoliczni rolnicy przywozili płody ziemi.

## Galeria

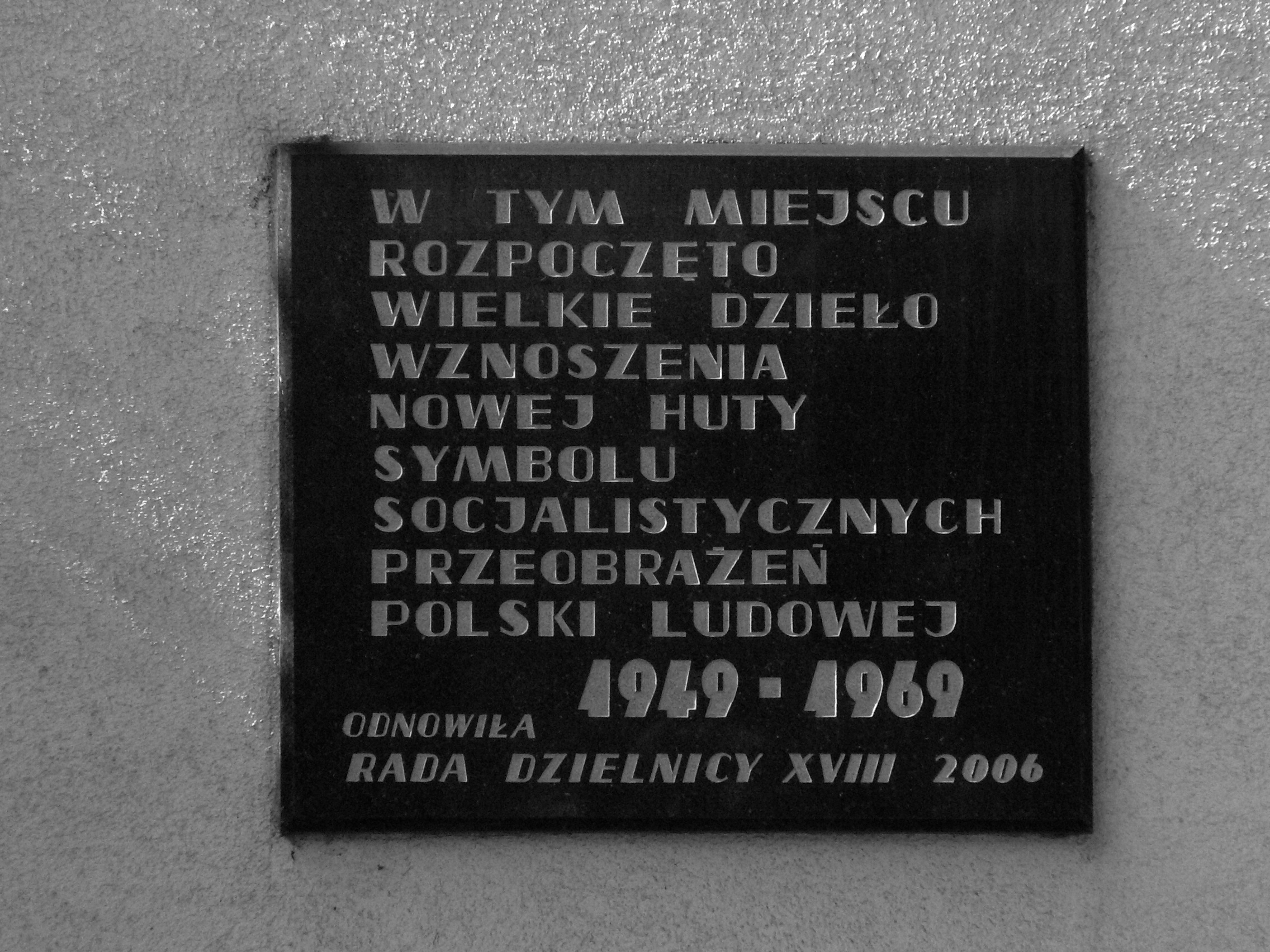
Tablica pamiątkowa na pierwszym nowohuckim bloku
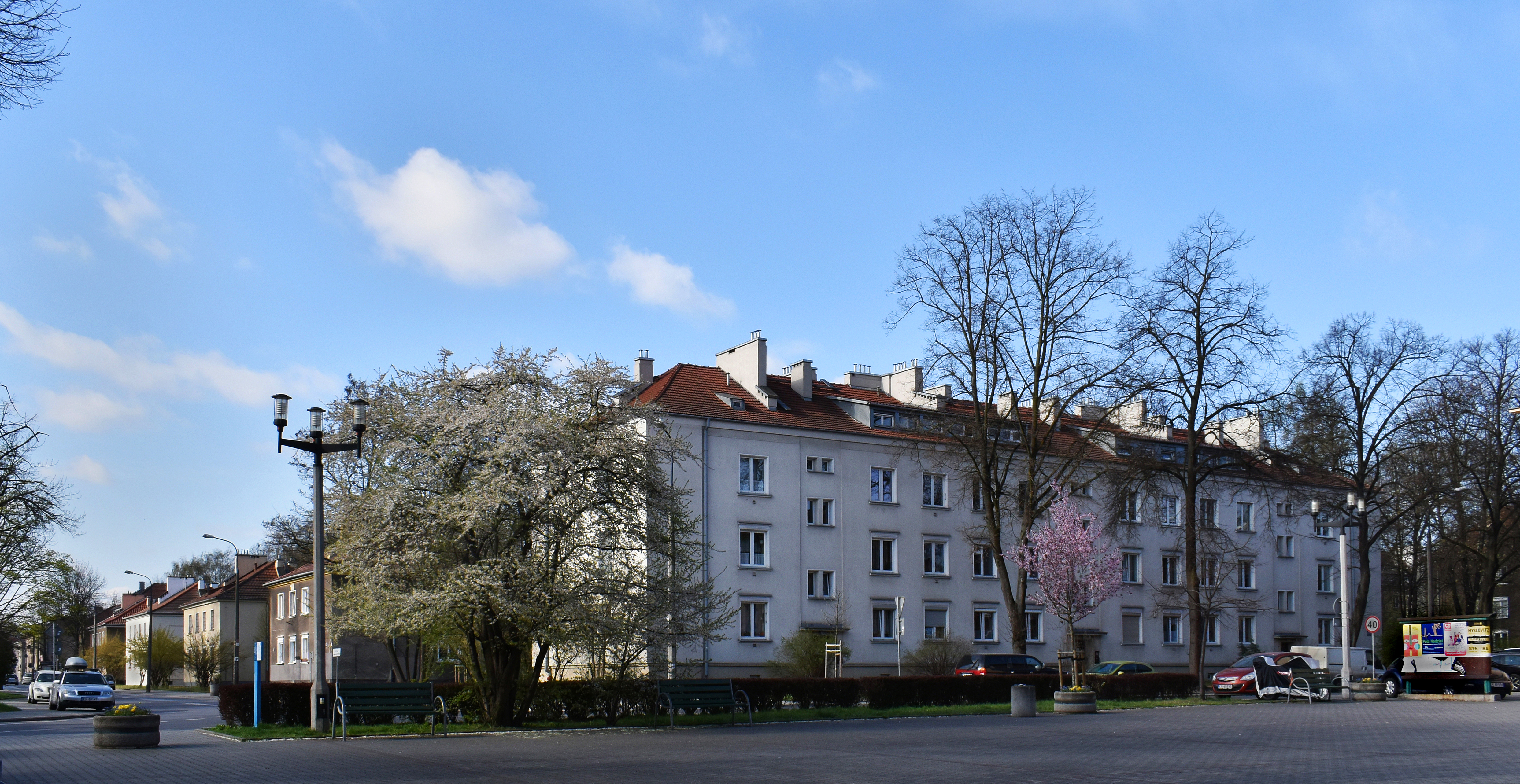
Wschodnia strona osiedla Tutaj rozpoczęto budowę Nowej Huty
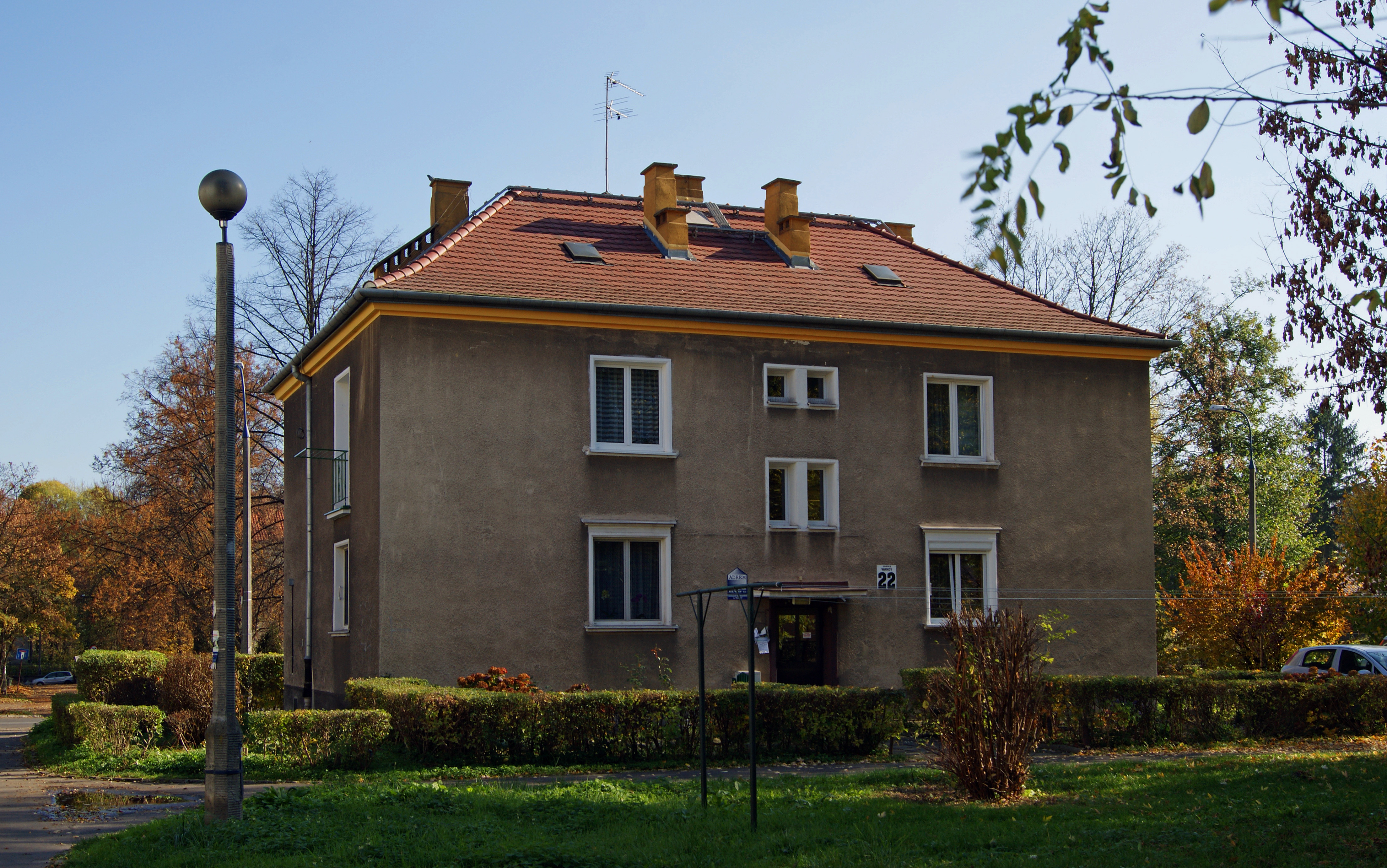
Osiedle Wandy 22, takie bloki powstawały w początkach budowy Nowej Huty
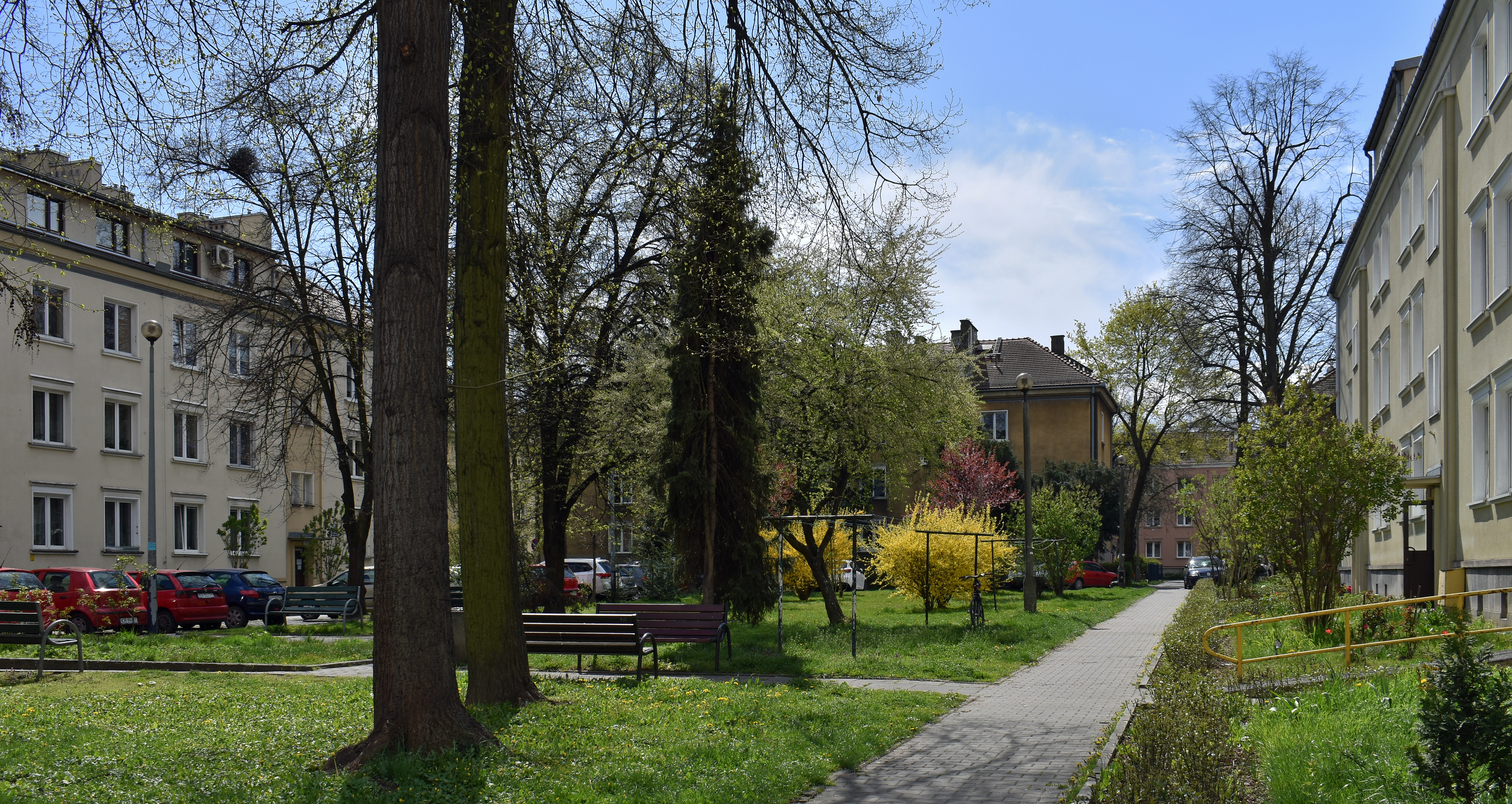
Wnętrze osiedla os. Wandy 3, 4 i 5
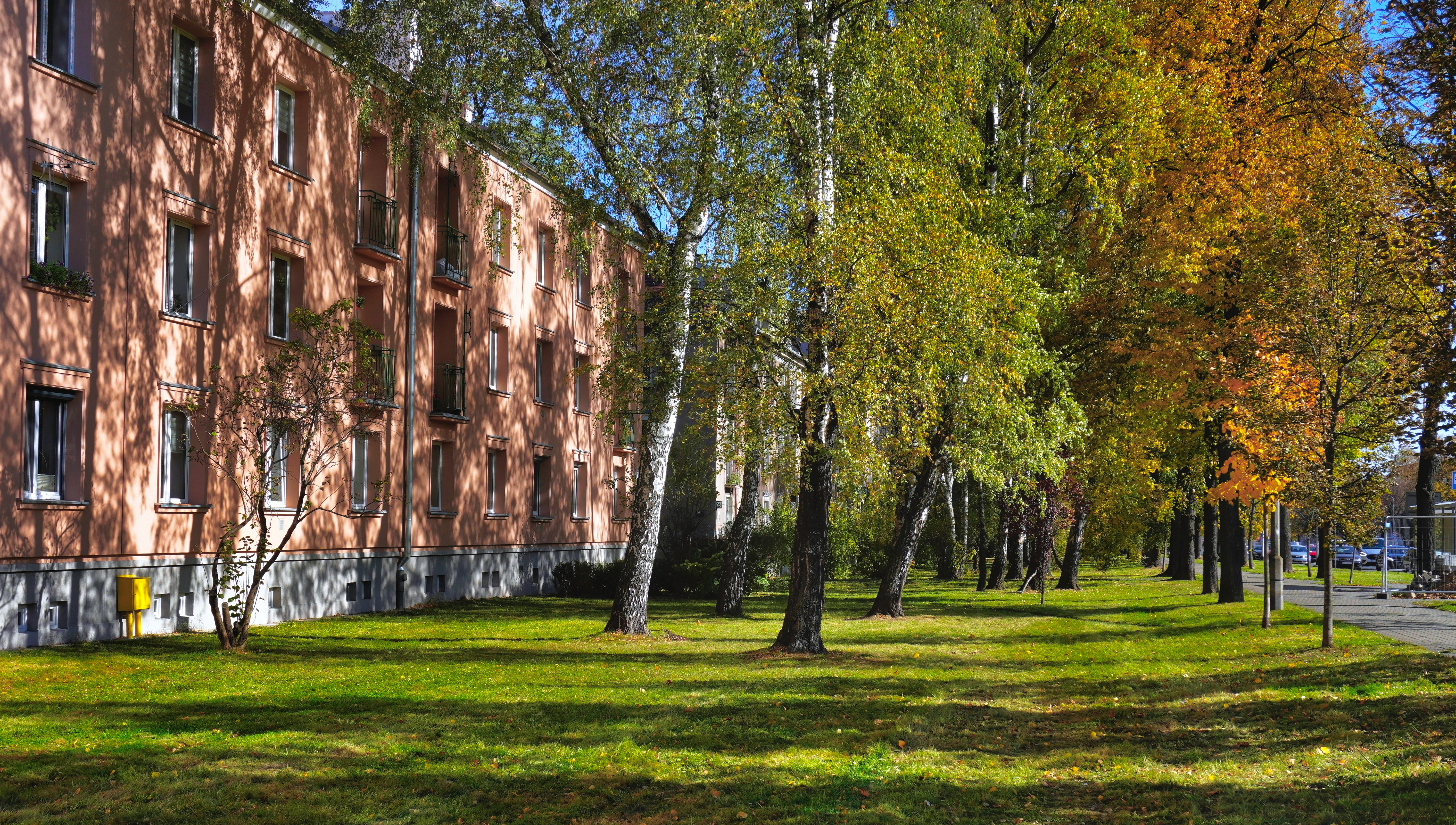
Widok od al. Jana Pawła II os. Wandy 7 i 9
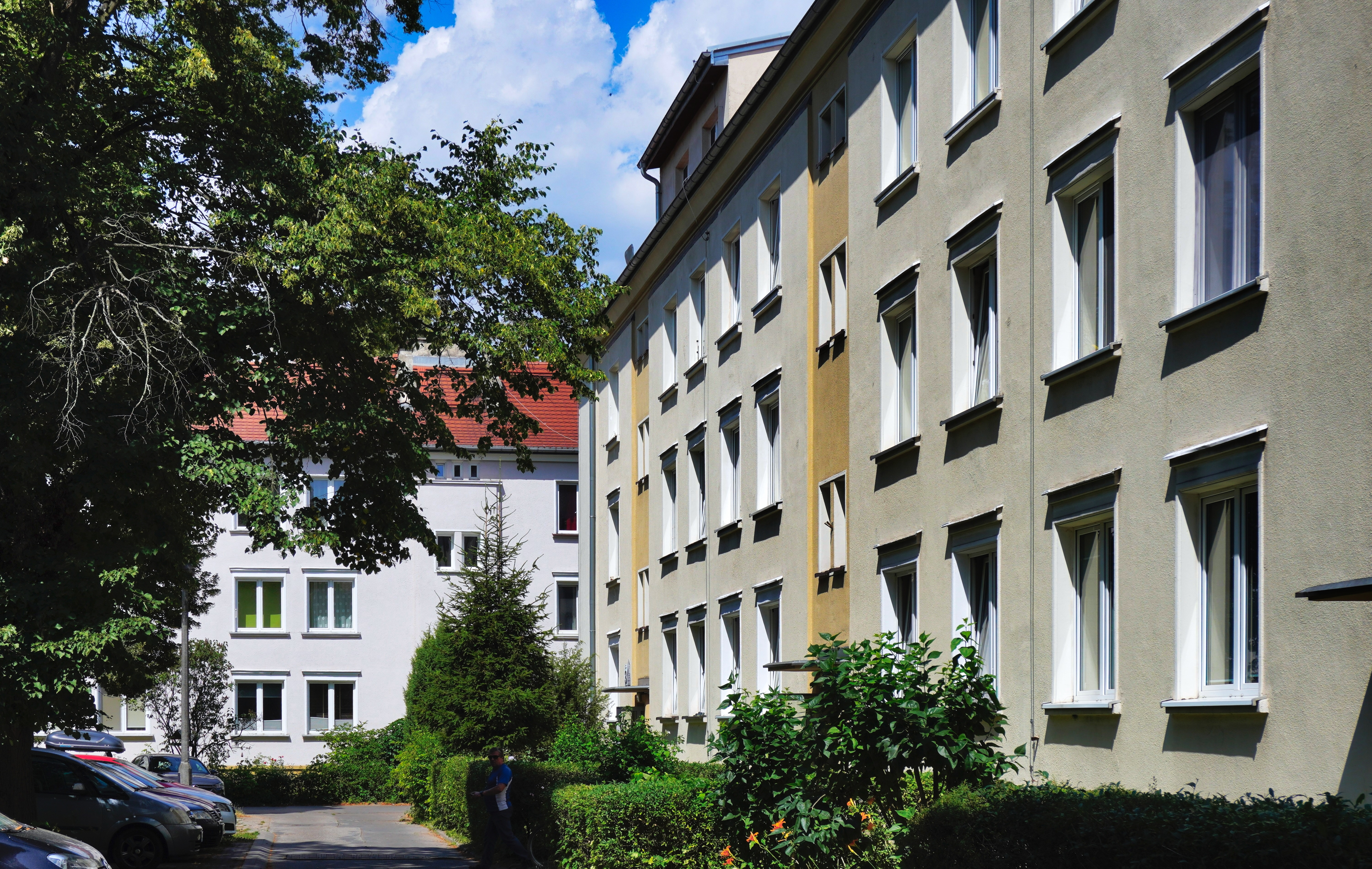
Wnętrze osiedla os. Wandy 1 i 3
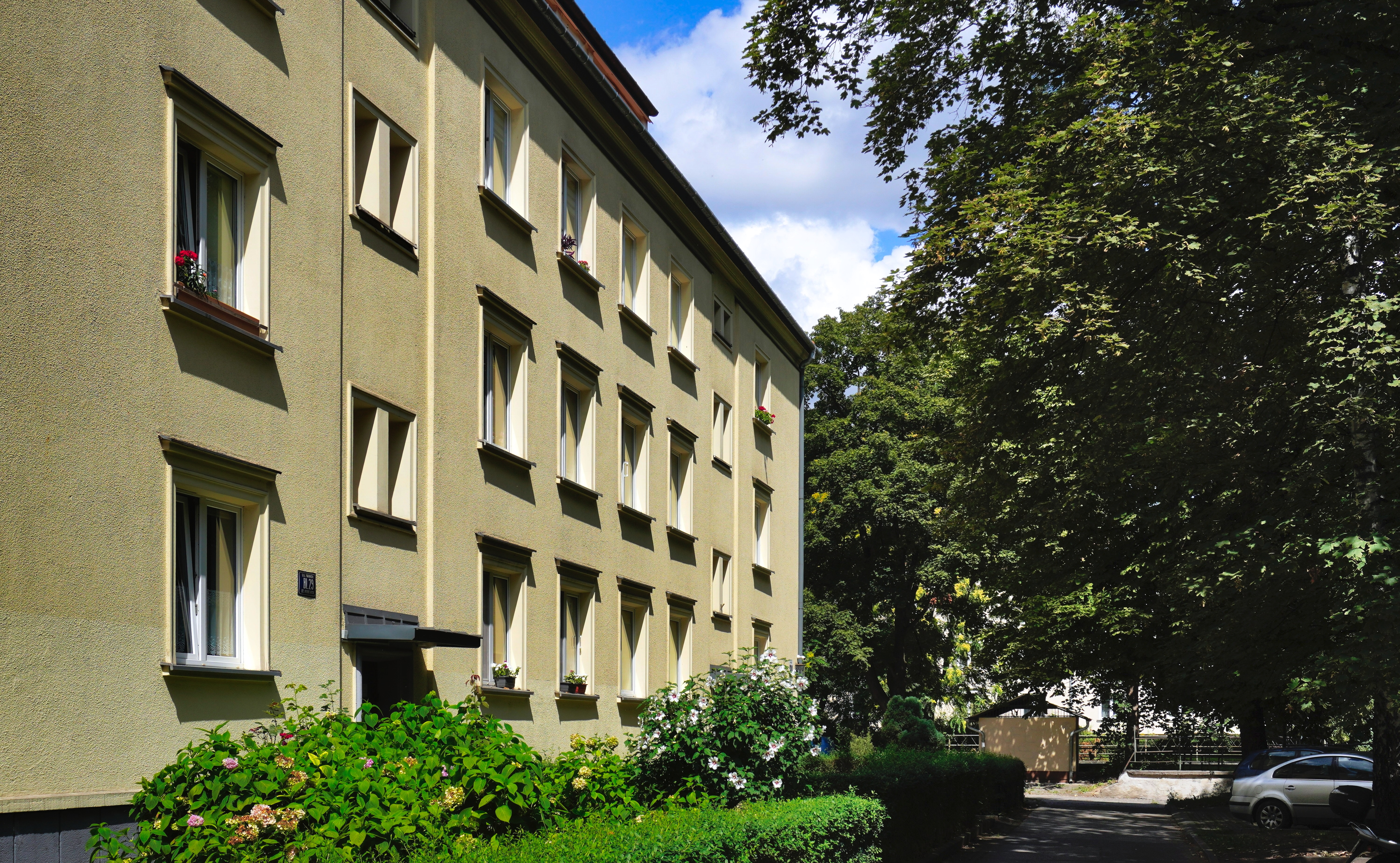
Wnętrze osiedla os. Wandy 29
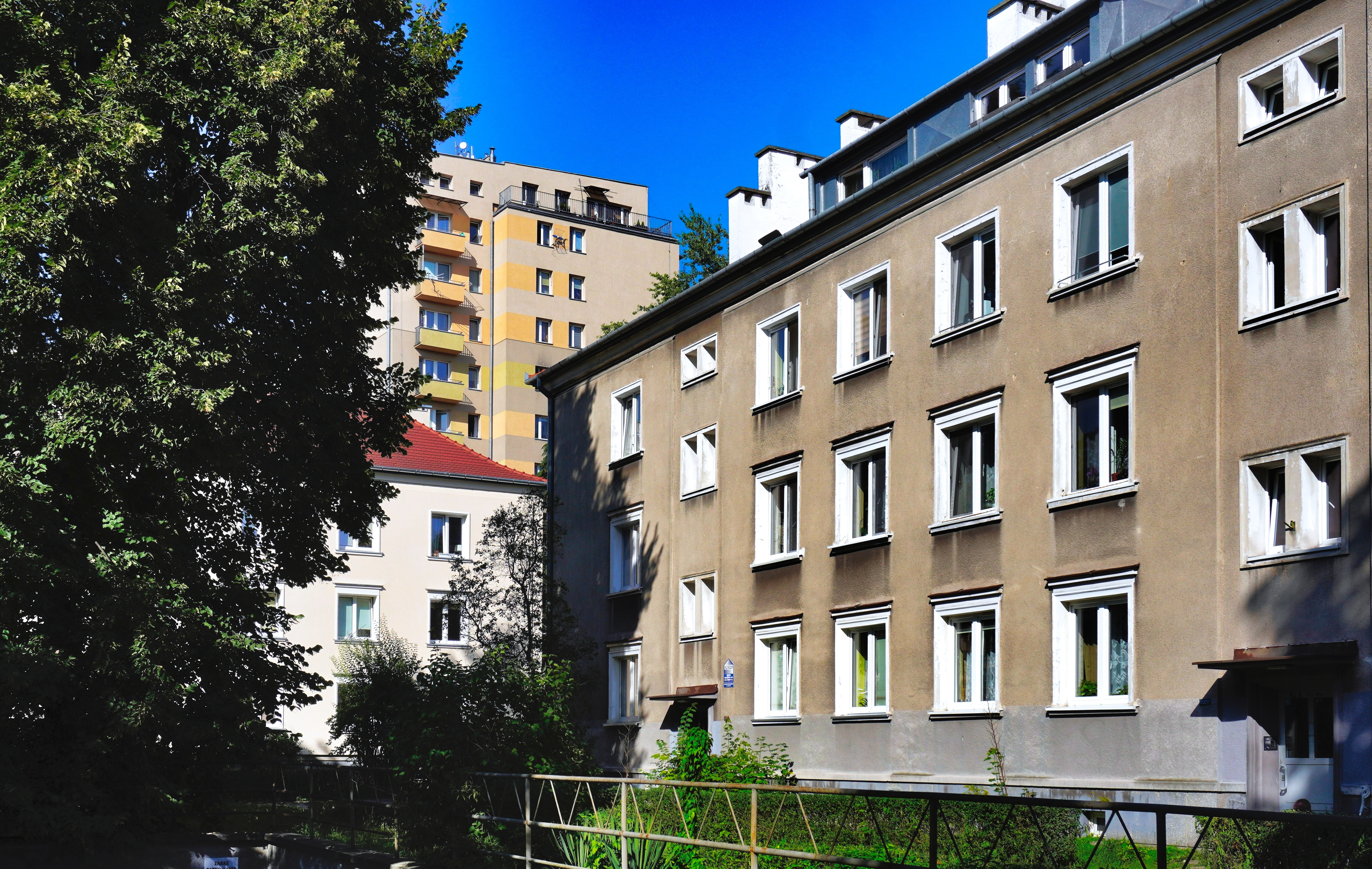
Wnętrze osiedla os. Wandy 25, 26 i 37
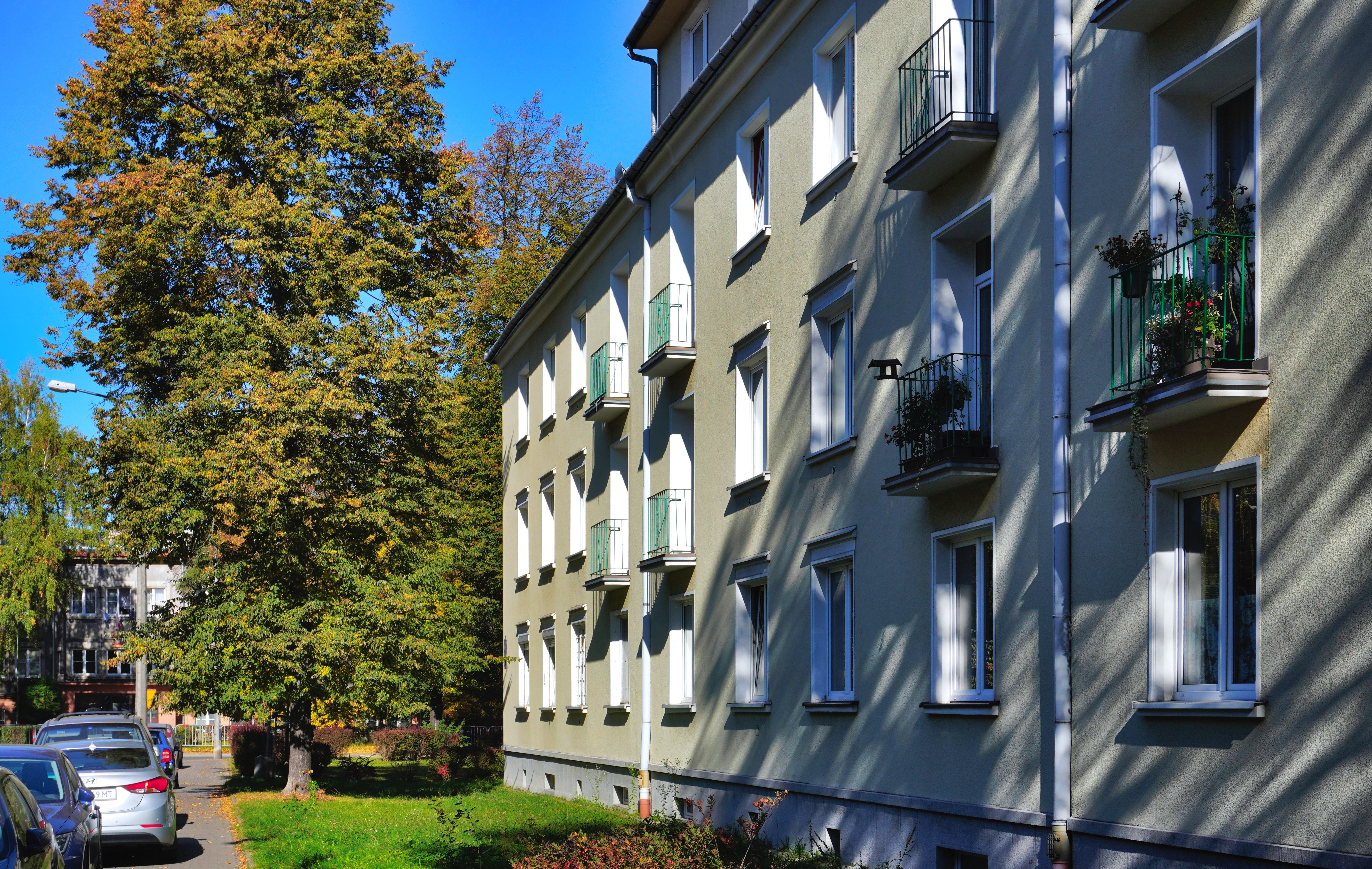
Widok od ul. Zuchów os. Wandy 4
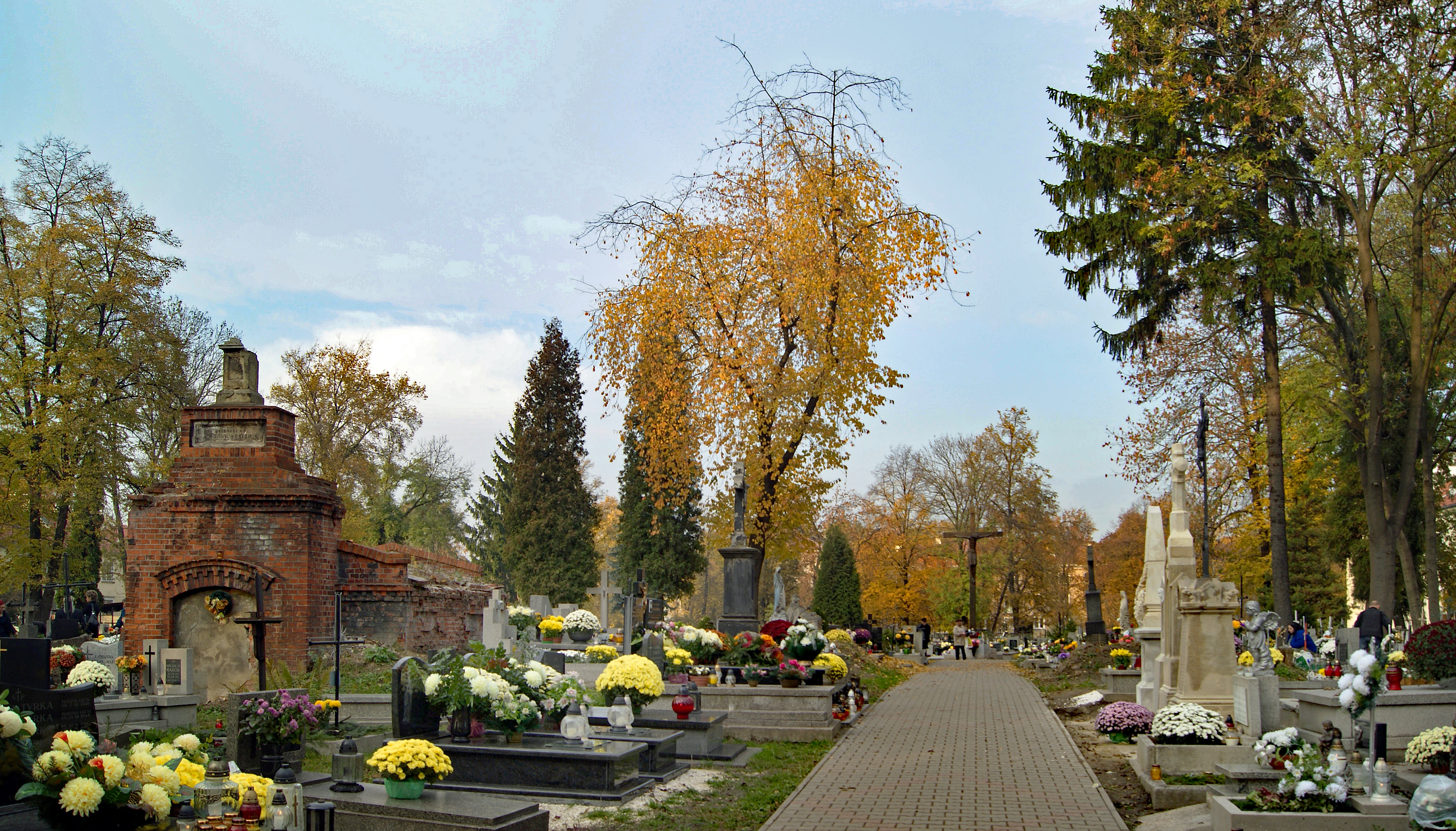
Mogilski cmentarz parafialny